# Mario Rivas Viondi
Mario Rivas Viondi (nascut el 27 de març de 2000) és un futbolista espanyol que juga de davanter al Lleida Esportiu.

## Carrera de club
Nascut a Albacete, Castella–La Manxa, Rivas es va formar al sistema juvenil del Getafe CF, després d'haver començat a jugar a l'Atlètic de Madrid. El 16 de juliol de 2019, després d'acabar la formació, va fitxar pel CD Móstoles URJC de Tercera Divisió.
Rivas va debutar com a sènior l'1 de setembre de 2019, jugant els últims 26 minuts en una victòria a domicili per 2-1 davant el CF Pozuelo de Alarcón. El 29 de novembre de 2020 va marcar el seu primer gol a l'equip sènior, aconseguint l'empat a l'últim minut en l'empat 1-1 fora de casa contra el CD Leganés B.
El 2 de gener de 2021, Rivas va passar al CD Leganés i va ser destinat a l'equip B també a la quarta divisió. Va debutar amb el primer equip el 29 d'octubre, entrant com a substitut final de Javier Eraso en una derrota per 0-1 a la UD Almeria a Segona Divisió.

## Vida personal
El germà bessó de Rivas, Óscar, també és futbolista; defensa, també es va formar al Getafe. El seu pare Antonio també era futbolista.